# Gródek (obwód rówieński)
Gródek (ukr. Городок, Horodok) – wieś na Ukrainie, w obwodzie rówieńskim, w rejonie rówieńskim. W 2001 roku liczyła 2719 mieszkańców.
Na wyspie na rzece Uście znajduje się monaster św. Mikołaja z dawnym pałacem.
W okolicach tej miejscowości w 1920 rozgrywała się bitwa pod Równem
W czasie okupacji niemieckiej mieszkająca tutaj ukraińska rodzina Szczerbów ukrywała Żydów. W 1995 roku Instytut Jad Waszem uhonorował za to Mychajła Szczerbę (zabity w 1942 roku przez Niemców za pomoc Żydom), jego żonę Jefrosyniję oraz jego siostrę Hannę Hołentiuk z d. Szczerbę tytułami Sprawiedliwych wśród Narodów Świata.

## Bibliografia

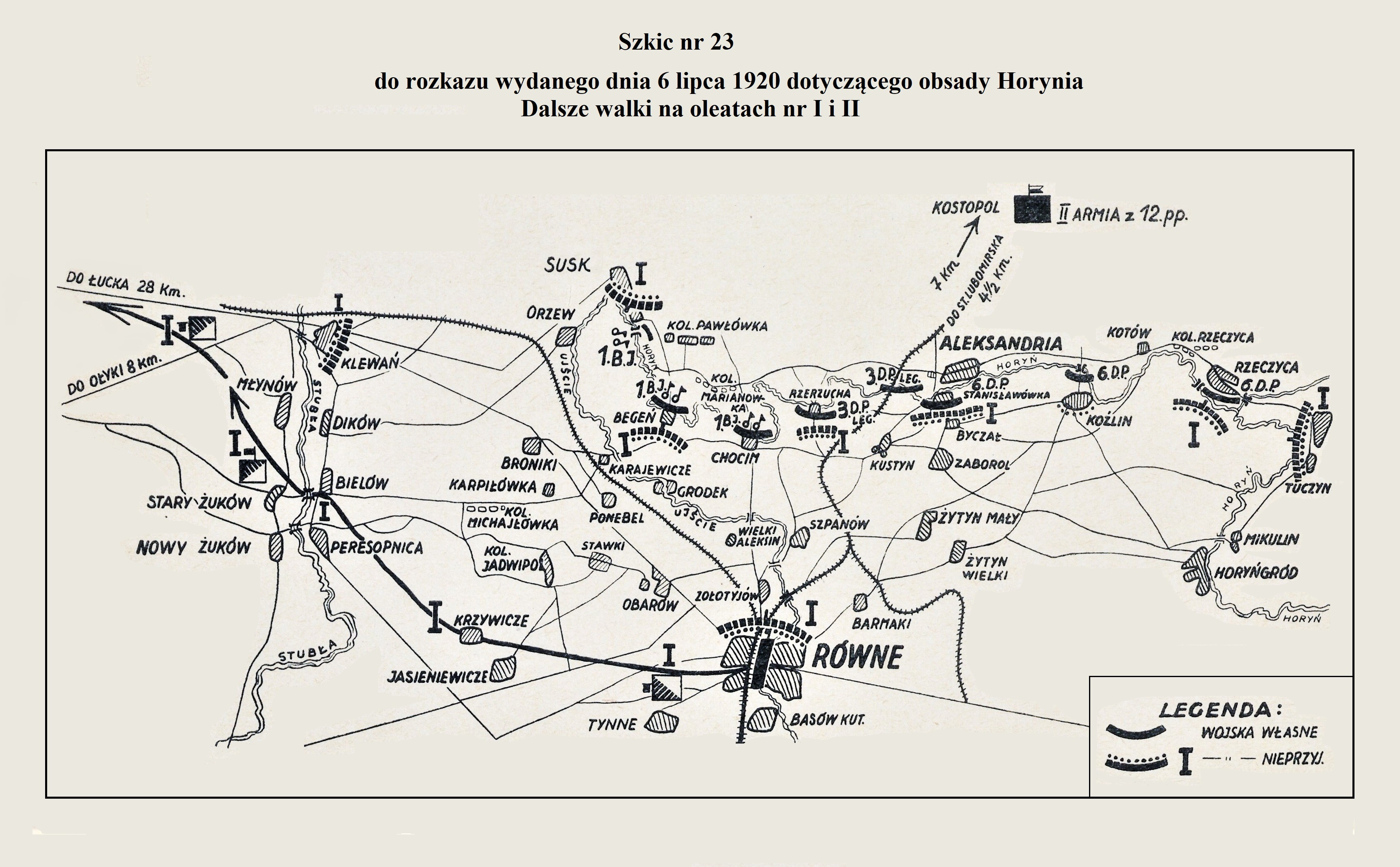
Gen. Kazimierz Raszewski, Wspomnienia z własnych przeżyć do końca roku 1920